# Schultenita
La schultenita és un mineral de la classe dels fosfats. Rep el seu nom de August Benjamin de Schulten (1856-1912) professor de química a Helsingfors (Finlàndia) i París.

## Característiques
La schultenita és un fosfat de fórmula química Pb(AsO₃OH). Cristal·litza en el sistema monoclínic. La seva duresa a l'escala de Mohs és 2,5.
Segons la classificació de Nickel-Strunz, la schultenita pertany a «08.A - Fosfats, etc. sense anions addicionals, sense H₂O, només amb cations de mida gran» juntament amb els següents minerals: nahpoïta, monetita, weilita, švenekita, archerita, bifosfamita, fosfamita, buchwaldita, chernovita-(Y), dreyerita, wakefieldita-(Ce), wakefieldita-(Y), xenotima-(Y), pretulita, xenotima-(Yb), wakefieldita-(La), wakefieldita-(Nd), pucherita, ximengita, gasparita-(Ce), monacita-(Ce), monacita-(La), monacita-(Nd), rooseveltita, cheralita, monacita-(Sm), tetrarooseveltita, chursinita i clinobisvanita.

## Formació i jaciments
Es troba a les zones oxidades dels dipòsits de plom. Va ser descoberta a la mina Tsumeb, a la regió d'Otjikoto, Namíbia, on sol trobar-se associada a altres minerals com la bayldonita i l'anglesita. Als territoris de parla catalana ha estat descrita a la mina José Domingo, situada a la localitat de L'Argentera (Baix Camp).